# Frontière entre les Samoa et les Tonga
La frontière entre les Samoa et les Tonga est une frontière, entièrement maritime, séparant les Samoa des Tonga, dans l'océan Pacifique. Elle se superpose à peu près à la partie nord de la fosse des Tonga.
En 2021, aucun traité n'établit précisément de tracé, une situation encore assez fréquente dans le Pacifique,.

## Historique
Dans sa proclamation de 1887, le roi des Tonga se réclama souverain sur « toutes les îles, rochers, récifs, estrans et eaux compris entre le quinzième et vingt-troisième degrés et demi de latitude sud et entre le cent soixante-treizième et le cent soixante-dix-septième degrés de longitude ouest à partir du méridien de Greenwich ». La frontière des Tonga ainsi établie forme un rectangle. Les pays voisins ne réagissent pas et cette frontière est tacitement acceptée. Le Royaume des Tonga s'émancipe du protectorat britannique en 1970.  En 1973, les Tonga proclament que ce rectangle constitue leurs eaux territoriales. En 1962, jusqu'ici sous tutelle néo-zélandaise, les Samoa deviennent le premier État indépendant des îles du Pacifique, les autres étant encore sous domination européenne.  En 1971, les Samoa déclarent leurs eaux territoriales dans une limite de 12 milles nautiques à partir des côtes.
C'est à partir des années 1980 que les frontières maritimes sont établies, afin de délimiter les zones économiques exclusives (ZEE). Pour définir les zones économiques exclusives respectives, la ligne de base est établie jusqu'à 200 milles marins (370,42 km) de ses côtes au maximum et les zones se recoupent sur une ligne d'équidistance basée sur la définition du trait de côte.
La ZEE des Samoa mesure potentiellement jusqu'à 131 000 km2. 

## Délimitation
La frontière sépare les îles tongiennes de Niuafoʻou et Tafahi avec les îles principales samoanes de Savai'i et Upolu.
Les extrémités de cette frontière sont deux tripoints :
- Au nord, une jonction avec Wallis-et-Futuna, territoire français : le point se trouve à 115 nm de chaque île sachant que la frontière entre la France et les Tonga fait l'objet d'une convention signée en 1980.
- Au sud, une jonction avec les Samoa américaines, territoire américain, en prenant en compte l'île d'Swains: le point à environ 115 nm de chaque île sans encore faire l'objet d'un traité.

Le tracé seraient composé de trois segments de ligne entre les points 14° 15′ S, 174° 30′ O et 15° 50′ S, 171° 52′ O sur une distance de 180nm  .
Plusieurs discussions sont en cours, notamment en 2019, au sein du Forum des îles du Pacifique pour aboutir à un traité officiel,, avec un objectif pour les Samoa de finaliser les traités avant 2025. 